# Андер Астралага
Андер Астралага Арангурен (ісп. Ander Astralaga Aranguren, нар. 3 березня 2004, Беранго, Іспанія) — іспанський футболіст, воротар клубу «Барселона Б».

## Ігрова кар'єра

### Клубна
Андер Астралага народився у місті Беранго, Країна Басків. З 2014 року футболіст займався футболом в клубній академії «Атлетіка» з Більбао. Провівши в академії чотири роки, воротар перебрався до «Барселони», де також продовжив грати в молодіжній команді.
28 січня 2023 року Астралага вперше потрапив до заявки «Барселони» на матч чемпіонату Іспанії проти «Жирони». У квітні 2023 року Андер продовжив контракт з клубом до червня 2025 року. Також воротар був в заявці першої команди на матчі Суперкубка країни. 

### Збірна
З 2021 року Андер Астралага виступає за юнацькі збірні Іспанії.

## Особисте життя
Молодща сестра Андера — Еунате також професійна футболіста, грає на позиції воротаря в молодіжній команді жіночого клубу.

## Титули
Барселона
 Переможець Суперкубка Іспанії: 2024